# Machaironyx muelleri
Machaironyx muelleri är en kräftdjursart som beskrevs av Coyle 1980. Machaironyx muelleri ingår i släktet Machaironyx och familjen Oedicerotidae. Inga underarter finns listade i Catalogue of Life.